# Sarah Brightman
Sarah Brightman (sinh 14 tháng 8 năm 1960) là một ca sĩ, diễn viên, nhạc sĩ và vũ công người Anh. Cô bắt đầu sự nghiệp là thành viên của nhóm vũ công Pan's People và Hot Gossip và cho ra đời vài đĩa đơn nhạc disco với tư cách nghệ sĩ solo. Năm 1981, cô có màn ra mắt sân khấu kịch trong vở nhạc kịch Cats, tại đây cô đã gặp Andrew Lloyd Webber, người trở thành chồng cô sau đó. Brightman tiếp tục xuất hiện trong các vở nhạc kịch broadway bao gồm vở The Phantom of the Opera, trong đó cô đóng vai Christine Daaé.
Sau khi giã từ sân khấu, Brightman ly dị với Lloyd Webber, và tiếp tục sự nghiệp âm nhạc với sự giúp đỡ của nhà sản xuất Frank Peterson, lần này với tư cách là ca sĩ nhạc cổ điển. Cô đã trở thành một trong những nghệ sĩ xuất chúng nhất của thể loại này, với hơn 30 triệu album và hơn 2 triệu DVD bán ra trên toàn cầu. Hiệp hội Công nghiệp Thu âm Hoa Kỳ ghi nhận Brightman là một trong những nữ nghệ sĩ có lượng album bán chạy nhất thế kỷ 21 ở Mỹ.